# Хуан Мальйо
Хуан Мальйо (ісп. Juan Maglio, 22 лютого 1904, Буенос-Айрес — 6 травня 1964, Буенос-Айрес) — аргентинський футболіст, що грав на позиції нападника.
Виступав, зокрема, за клуби «Сан-Лоренсо», «Ювентус», а також національну збірну Аргентини.
Чемпіон Південної Америки в складі збірної. Чемпіон Аргентини і чемпіон Італії.

## Клубна кар'єра
У дорослому футболі дебютував 1922 року виступами за команду «Альмагро». Згодом з 1923 по 1925 рік грав у складі команд «Сан-Лоренсо» та «Нуева Чикаго».
Далі знову грав за «Сан-Лоренсо», до складу якого повернувся 1926 року. Цього разу відіграв за команду з Буенос-Айреса наступні чотири сезони своєї ігрової кар'єри. У складі «Сан-Лоренсо» був одним з головних бомбардирів команди, маючи середню результативність на рівні 0,43 гола за гру першості. Викликався у збірну. В 1927 році став у складі клубу чемпіоном Аргентини, коли клуб лише на одне очко випередив «Боку Хуніорс».

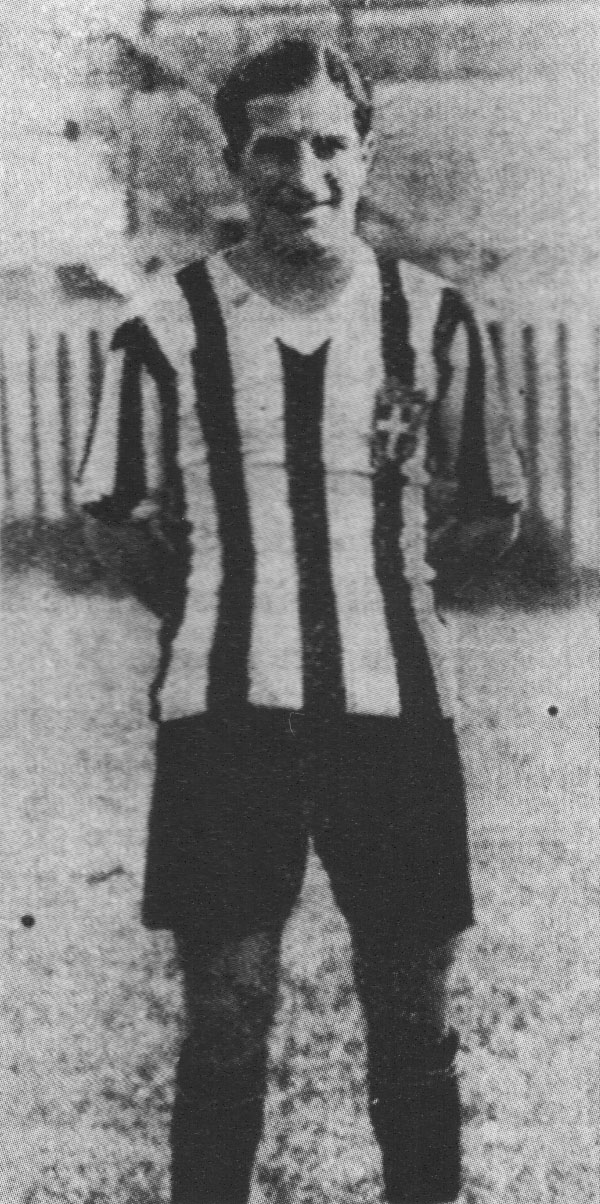
У складі «Ювентуса»

Протягом 1931 року захищав кольори клубів «Хімнасія і Есгріма» і «Феррокаррилес дель Естадо», після чого отримав запрошення від італійського клубу «Ювентус». Дебютував у офіційному матчі проти «Спарти» у кубку Мітропи. Цей матч був переграванням на стадії чвертьфіналу, після того як клуби обмінялись домашніми перемогами (2:1, 0:1). Мальйо вийшов в основному складі на позиції центрального нападника, змінивши Джованні Веккіну. На 37-й хвилині першого тайму Мальйо був вилучений з поля, а його команда програла з рахунком 2:3. Провів у складі «Ювентуса» один сезон, виборовши титул чемпіона Італії.
Повернувся на батьківщину, де виступав у 1932—1934 років у клубах «Чакаріта Хуніорс» та «Ферро Карріль Оесте». Завершив ігрову кар'єру в команді «Велес Сарсфілд», за яку виступав протягом 1935 року.

## Виступи за збірну
1925 року дебютував в офіційних матчах у складі національної збірної Аргентини.
У складі збірної був учасником Чемпіонату Південної Америки 1927 року у Перу, здобувши того року титул континентального чемпіона. Мальйо зіграв в двох матчах турніру з трьох на позиції правого інсайда проти Уругваю (3:2) і Перу (5:1). В поєдинку з перуанцями забив два голи.
Загалом протягом кар'єри у національній команді, яка тривала 7 років, провів у її формі 9 матчів, забивши 6 голів.
Помер 6 травня 1964 року на 61-му році життя у місті Буенос-Айрес.

## Статистика виступів

### Статистика виступів у кубку Мітропи
| №                      | Розіграш               | Стадія                 | Дата та місце проведення | Команда 1              | Рахунок                                            | Команда 2 | Голи та інші дії |
| ---------------------- | ---------------------- | ---------------------- | ------------------------ | ---------------------- | -------------------------------------------------- | --------- | ---------------- |
| 1                      | 1931                   | 1/4 перегр.            | 2.09.1931, Відень        | Спарта (Прага)         | 3:2 [Архівовано 10 серпня 2020 у Wayback Machine.] | Ювентус   | 37'              |
| Всього у кубку Мітропи | Всього у кубку Мітропи | Всього у кубку Мітропи | Всього у кубку Мітропи   | Всього у кубку Мітропи | 1                                                  |           | 0                |

## Титули і досягнення
- Чемпіон Аргентини (1):

«Сан-Лоренсо»: 1927
- Чемпіон Італії (1):

«Ювентус»: 1931–1932
- Чемпіон Південної Америки (1):

Аргентина: 1927